# Юсківська волость (Лохвицький повіт)

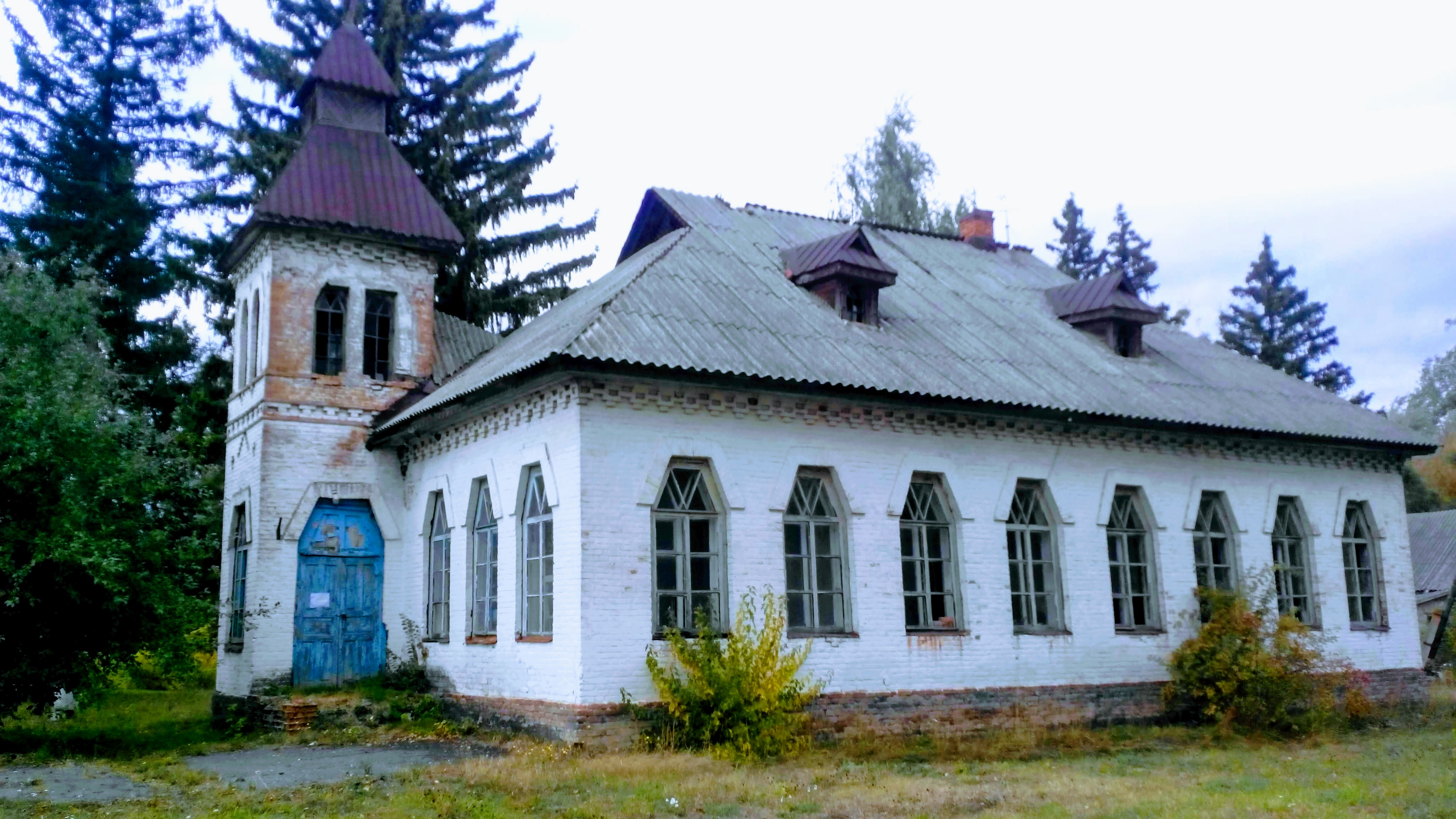
Будівля колишньої земської школи у селі Гапонівка (нині с. Яблунівка). Вересень 2019 р.

Юсківська волость — адміністративно-територіальна одиниця Лохвицького повіту Полтавської губернії з центром у селі Юсківці (нині Ісківці).
Станом на 1885 рік — складалася з 11 поселень, 23 сільських громад. Населення 7628 — осіб (3651 осіб чоловічої статі та 3977 — жіночої), 1444 дворових господарств.
Основні поселення волості:
- Юсківці (нині Ісківці) — колишнє державне та власницьке містечко при річці Сулиця за 12 верст від повітового міста, 303 двори, 1500 мешканців, православна церква, каплиця, школа, 4 постоялих будинки, базар по четвергам, 2 ярмарки (7 січня і 24 червня), 2 кузні, 21 вітряний млин, 3 маслобійні, пивоварний і винокурний завод.
- Гапонівка (нині Яблунівка) — колишнє державне та власницьке село при річці Сулиця, 286 дворів, 1360 мешканців, православна церква, школа, постоялий будинок, лавка, 21 вітряний млин, маслобійний завод.
- Ждани — колишнє державне та власницьке село при річці Сулиця, 321 двір, 1643 мешканців, православна церква, школа, кузня, 20 вітряних млинів, 4 маслобійних заводи.
- Окіп — колишнє державне та власницьке село при річці Сулиця, 155 дворів, 850 мешканців, православна церква, школа, постоялий будинок, 12 вітряних млинів, маслобійний завод.
- Скоробагатьки — колишнє державне та власницьке село при річці Сулиця, 166 дворів, 914 мешканців, православна церква, школа, 2 постоялих будинки, 14 вітряних млинів, 2 маслобійних заводи.
- Хитці — колишнє державне село при річці Сула, 171 двір, 880 мешканців, православна церква, школа, постоялий будинок, кузня, 9 вітряних млинів, маслобійний завод.

Старшинами волості були:
- 1900—1904 роках козак Петро Іванович Ковтун[2],[3];
- 1913—1915 року Онисим Михайлович Нестула-Прокопенко[4],[5].